# Justin Timberlake
Justin Randall Timberlake, ameriški pevec, tekstopisec, glasbenik, producent, plesalec in filmski ter televizijski igralec, * 31. januar 1981, Memphis, Tennessee, Združene države Amerike.
Nagrajen je bil s šestimi nagradami Grammy in z dvema nagradama Emmy. Preboj je doživel, ko so njegov talent odkrili v oddaji Star Search, kmalu za tem pa so ga sprejeli v igralsko zasedbo Disney Channel-eve televizijske serije The New Mickey Mouse Club, kjer je spoznal tudi JC Chaseza, svojega kasneje sodelavca pri bandu 'N Sync, ki ga je financiral Lou Pearlman.
Leta 2002 je izdal svoj prvi samostojni glasbeni album, Justified, ki je kasneje prodal več kot 7 milijonov izvodov po vsem svetu. Album sta v glavnem promovirali pesmi "Cry Me a River" in "Rock Your Body". Justin Timberlake je s svojo samostojno kariero nadaljeval in tako leta 2006 izdal še drugi samostojni glasbeni album, ki je nosil naslov FutureSex/LoveSounds. Album je pristal na vrhu lestvice Billboard 200, vseboval pa je tudi pesmi, kot so "SexyBack," "My Love," in "What Goes Around.../...Comes Around."
Njegova prva samostojna albuma sta Justina Timberlakea naredila za enega izmed najuspešnejših pevcev na svetu, saj je vsak izmed njiju prodal okrog 9 milijonov kopij (med tem, ko so se albumi, ki jih je posnel s skupino 'N Sync prodali v okrog 55 milijonih izvodov). Poleg glasbe je Justin Timberlake začel tudi z igralsko kariero, njegova ostala dela pa vključujejo tudi založbo Tennman Records, modno hišo William Rast in restavraciji Destino ter Southern Hospitality.

## Zgodnje življenje in začetek kariere
Justin Randall Timberlake se je rodil 31. januarja 1981 v Memphisu, Tennessee, Združene države Amerike kot sin mame Lynn Harless (rojena Bomar) in očeta Randalla Timberlakea. Justin Timberlake ima angleške in nativo-ameriške korenine. Njegov dedek, Charles L. Timberlake, je bil baptistični duhovnik in Justin je bil vzgojen kot baptist, kljub temu pa danes pravi, da verjame "bolj v duha kot v vero."
Starša Justina Timberlakea sta se ločila leta 1985 in oba sta se kasneje ponovno poročila. Njegova mama, ki danes vodi podjetje Just-in Time Entertainment, se je poročila z bankirjem Paulom Harlessom, ko je imel njen sin pet let. Njegov oče, vodja cerkvenega pevskega zbora ima dva sinova, Jonathana (roj. okoli 1993) in Stevena Roberta (roj. 14. avgusta 1998) iz drugega zakona z Liso Perry. Njegova polsestra, Laura Katherine, je umrla kmalu po rojstvu 14. maja 1997 in Justin Timberlake jo v albumu *NSYNC omeni kot "svojega angela v nebesih". Justin Timberlake je odrasel v Shelby Forestu, majhnem podeželjskem mestu med Memphisom in Millingtonom v Tennesseeju. Svojo kariero je začel s prepevanjem country pesmi v oddaji Star Search, kamor se je prijavil pod imenom "Justin Randall."
Leta 1993 se je Justin Timberlake pridružil igralski zasedbi Disneyjeve televizijske serije The Mickey Mouse Club. Njegovi sodelavci so bili njegovo bodoče dekle in pop zvezdnica Britney Spears, njegova bodoča sodelavka pri turneji, Christina Aguilera in njegov bodoči sodelavec pri glasbeni skupini, JC Chasez. Serija se je končala leta 1994, vendar je Justin Timberlake ostal v stikih s Chasezom in kasneje, leta 1995, sta oba postala člana banda, katerega menedžer je postal Lou Pearlman in ki so mu kasneje nadeli ime 'N Sync.

## Glasbena kariera

### 1995–2002: 'N Sync
Justin Timberlake in JC Chasez sta bila glavna pevca glasbene skupine 'N Sync, ki je bila popularna predvsem v devetdesetih. Skupina je nastala leta 1995, svojo kariero pa začela leto pozneje, leta 1996 v Evropi. Svoj preboj v Združenih državah Amerike je skupina doživela leta 1998, ko je izdala svoj glasbeni album, imenovan *NSYNC, ki je prodal več kot 11 milijonov kopij izvoda. Album je vključeval tudi uspešnice, kot je "Tearin' Up My Heart." Naslednji dve leti je band napredoval podobno, kot Backstreet Boys, 'N Sync pa je želel odpustiti svojega takratnega menedžerja Louja Pearlmana. Nazadnje je glasbena skupina podpisala pogodbo z založbo Jive Records. 'N Sync je izdal svoj naslednji album, imenovan No Strings Attached, v marcu leta 2000. To je postal najhitreje prodajanih albumov vseh časov, saj je že v prvem tednu od izida prodal več kot 2.4 milijonov kopij. Album je vseboval tudi singl "It's Gonna Be Me". Izidu albuma je sledil tretji album banda, ki je nosil naslov Celebrity in postal drugi najhitreje prodajan album vseh časov. Leta 2002 se je band po končani turneji Celebrity Tour in izidu pesmi "Girlfriend," tretjega singla z albuma Celebrity, da se bodo razšli. Na tej točki je Justin Timberlake začel delati na prvem samostojnem albumu, skupina pa je odšla v zaton. V času svojega nastopanja je bila skupina 'N Sync svetovno znana, nastopali pa so tudi na prireditvah, kot so podelitev Oskarjev, Olimpijske igre in Super Bowl, skupno pa so po vsem svetu prodali več kot 50 milijonov kopij svojih albumov ter tako postali tretja najbolje prodajana deška glasbena skupina v zgodovini.
Pozno leta 1999 je Justin Timberlake skupaj z Maggie Lawson posnel Disney Channel-ov film Vzorno vedenje, kjer je igral vlogo Jasona Sharpea, fotomodela, ki se zaljubi v natakarico, saj jo zamenja z nekim drugim fotomodelom. Film je izšel 12. marca 2000.
Kot član skupine 'N Sync se je Justin Timberlake uvrstil med najbolj priznane glasbene izvajalce, sam pa je tudi napisal oziroma pomagal pri pisanju treh pesmi iz albuma Celebrity. Član banda, Lance Bass, je povedal, da verjame, da je glasbena skupina razpadla, za tem pa je odprto kritiziral Timberlakeove dejavnosti v knjigi Out of Sync. Po drugi strani pa je Chris Kirkpatrick v avgustu 2008 pripomnil, da bivših pet članov skupine ostaja v tesnih stikih, zato se mu zdi ponovna združitev še mogoča; to možnost je potrdil še oktobra leta 2009. V septembru 2008 je tudi Bass spravno komentiral.

### 2002–2004:Justifiedin Super Bowl
V avgustu 2002, po nekaj mesecih snemanja njegovega samostojnega albuma Justified, je Justin Timberlake nastopil na podelitvi nagrad MTV Video Music Awards, kjer je prvič nastopil s prvim singlom iz albuma, "Like I Love You," ki so ga producirali The Neptunes. Pesem je dosegla enajsto mesto na lestvici Billboard Hot 100. Po singlu je album Justified izšel 5. novembra 2002. Album je prodal manj izvodov kot prejšnji 'N Syncejevi albumi in tako pristal na drugem mestu lestvice Billboard 200, saj je v prvem tednu od izida prodal 439,000 kopij izvodov. Kasneje je prodal nekaj več kot tri milijone izvodov v Ameriki in nekaj več kot sedem milijonov po vsem svetu. Album je prejel v glavnem kritike, zahvaljujoč mešanju R&B-ja in hip hop glasbe producentov The Neptunes in Timbalanda. Pesem je vseboval tudi single, kot so "Cry Me a River" in "Rock Your Body." Justin Timberlake je odšel na turnejo Justified/Stripped Tour s Christino Aguilero v poletju leta 2003. Pri koncu leta je Timberlake posnel pesem "I'm Lovin' It." Pesem je bila kasneje uporabljena kot glavni singl za reklamno McDonald'sovo kampanjo "I'm Lovin' It". S pogodbo z McDonald'som je Justin Timberlake zaslužil 6 milijonov dolarjev. Tudi turneja, naslovljena kot Justified and Lovin' It Live je vključevala pogodbo. Timberlake je pel stranske vokale na Nellyjevi pesmi "Work It", katere remix je bil vključen tudi v Nellyjev album z remixi iz leta 2003.
V februarju 2004 je bil vključen v polčas prireditve Super Bowl XXXVIII na CBS-ju, kjer je Justin Timberlake nastopil z Janet Jackson, prireditev pa si je ogledalo več kot 140 milijonov gledalcev. Na koncu nastopa je Justin Timberlake odtrgal kos črnega usnja z obleke Janet Jackson, kar je bil del spreminjanja besedila pesmi. Po podatkih CBS-ja "oba, Jacksonova in Timberlake sta potrdila, da nameravata sodelovati 'neodvisno in tajno', brez obveščanja kogarkoli." Del kostuma se je odtrgal in za kratek čas se je dojka Janet Jackson razgalila. Timberlake se je za nesrečo opravičil in dejal, da mu je "žal, če je kogarkoli prizadel zaradi 'garderobne napake' na prireditvi Super Bowl ...." Besedna zveza "garderobna napaka" je bila od takrat, ko jo je Timberlake uporabil, začela pojavljati tudi v medijih, kjer jih uporabljajo za takšne ali drugačne nesreče v pop kulturi. Kot rezultat kontroverznosti sta se Timberlake in Jacksonova odločila tudi za opravičilo na podelitvi Grammyjev leta 2004. Timberlake se je za dogodek opravičil tudi ob prevzemu Grammyjev (dobil je Grammyja za najboljši pop album vokalista za album Justified in Grammyja za najboljši pop vokalni nastop moškega za pesem "Cry Me a River"). Sicer je bil nominiran tudi za Grammyja za album leta za Justified, za najboljše sodelovanje za rap pesem za "Where Is the Love?" z The Black Eyed Peas in za posnetek leta za "Cry Me a River".

### 2004–2006: Sodelovanja in igranje
Po Super Bowlu je Justin Timberlake svojo glasbeno kariero postavil na stran in se posvetil igranju. Njegova prva filmska vloga je bila novinarja v trilerju Edison Force, ki so ga snemali leta 2004, izšel pa je 18. julija 2006. Pojavil se je tudi v filmih Alfa Dog, Očiščenje, Kako je propadel svet režiserja Richarda Kellyja in glas posodil kralju Artieju Pendragonu v animiranem filmu Shrek 3, ki je izšel 18. maja 2008. Kot mladi Elton John se je pojavil tudi v Johnovem videospotu za pesem "This Train Don't Stop There Anymore". Justin Timberlake je imel tudi vlogo Rogerja Davisa v filmski verziji rockmuzikala Rent, vendar filma niso posneli, saj je režiser Chris Columbus vztrajal, da so najeli orignalne Broadwayske igralce iz muzikala Rent, da bi se bolj videl pravi pomen zgodbe.
Svojo glasbeno kariero je nadaljeval s snemanjem z ostalimi glasbeniki. Po pesmi "Where Is the Love?" je še enkrat sodeloval s skupino Black Eyed Peas za pesem "My Style" iz leta 2005 za njihov album Monkey Business. Ko je leta 2005 posnel pesem "Signs" s Snoop Doggom, je Justin Timberlake odkril napako na grlu. 5. maja 2005 je odšel na operacijo za odstranitev mandeljnov. Obvestili so ga, da nekaj mesecev ne sme ne peti ne govoriti glasno. Poleti leta 2005 je Timberlake začel z lastnim podjetjem JayTee Records.
Justin Timberlake se je pojavil na cameo posnetku za videospot za pesem Nelly Furtado in Timbalanda, "Promiscuous", ki je izšel 3. maja 2006.

### 2006–2007:FutureSex/LoveSounds
Justin Timberlake je svoj drugi samostojni glasbeni album, imenovan FutureSex/LoveSounds, izdal 12. septembra 2006. Album, ki ga je Timberlake zasnoval v letu 2005, leto pred izidom, je pristal na vrhu lestvice Billboard 200, saj je že v prvem tednu od izida prodal več kot 684,000 kopij. Album je dosegel tudi naslov albuma, z največ prednaročili na iTunesu, s Coldplayjevimi posnetki pa se je boril za digitalno najbolje prodajan album v enem tednu. Album so producirali Timbaland in Danja (ki je producirala tudi več drugih albumov), will.i.am, Rick Rubin in Justin Timberlake sam, med drugim pa vključuje tudi vokale glasbenikov, kot so Snoop Dogg, Three 6 Mafia, T.I. in will.i.am. Predstavnik studia je album opisal kot album, pri katerem "gre vse za privlačnost" in s ciljem "občutka odraslosti."
Glavni singl albuma, "SexyBack", je Justin Timberlake med drugim predstavil tudi na podelitvi nagrad MTV Video Music Awards leta 2006, pesem sama pa je dosegla prvo mesto na lestvici Billboard Hot 100, kjer se je obdržala sedem zaporednih tednov. "My Love", druga pesem z albuma, ki jo je tudi produciral Timbaland in vključuje vokal raperja T.I.-ja, je dosegla prvo mesto na lestvici Hot 100, tako kot tretji singl z albuma, "What Goes Around.../...Comes Around". Pesem naj bi navdihnil razhod med njegovim prijateljem iz otroštva ter poslovnim družabnikom, Tracem Ayalo, in igralko Elisho Cuthbert. V oktobru leta 2006 je Justin Timberlake povedal, da se bo raje bolj osredotočal na svojo glasbeno kariero kot pa na igranje, saj bi bilo zanj zapuščanje glasbene industrije na tej točki "najbolj neumna stvar, kar jih lahko naredim." Bil je posebni nastopajoči gost na modni prireditvi Victoria's Secret leta 2006, kjer je pel pesem "SexyBack". Januarja 2007 je Justin Timberlake končal s turnejo FutureSex/LoveShow. "Summer Love/Set the Mood Prelude" je bil četrti glasbeni singl iz njegovega albuma, njegov naslednji singl, "LoveStoned/I Think She Knows Interlude", pa je izšel v Združenem kraljestvu. Pesem "Give It to Me", Timbalandov singl, kjer Justin Timberlake zapoje v družbi Nelly Furtado je dosegel prvo mesto na lestvici Hot 100 number-one spot.
Februarja 2008 je Justin Timberlake prejel dve nagradi Grammy. Na 50. podelitvi Grammyjev je bil Timberlake nagrajen za najboljši moški nastop za pesem "What Goes Around...Comes Around" in za plesni posnetek za pesem "LoveStoned/I Think She Knows".

### 2007–2010: Sodelovanja in igranje
V aprilu 2007 je bil Justin Timberlake opažen med vstopanjem v snemalni studio z Madonno. Tako so se potrdile govorice, da Madonna in Justin Timberlake sodelujeta. Pesem "4 Minutes" je bila prva pesem, ki jo je Timbaland zapel na prireditvi Philadelphia's Jingle Ball v Philadelphiji 17. decembra 2007. Ko je pesem 17. marca 2008 izšla, je bila obravnavana kot duet med Madonno in Justinom Timberlakeom s stranskimi vokali Timbalanda. To je bil tudi glavni singl iz Madonninega enajstega glasbenega albuma Hard Candy, ki je vseboval tudi štiri pesmi, ki so bile napisane v sodelovanju s Timberlakeom. Singl je kasneje postal mednarodna uspešnica, pristal je na vrhu lestvic v Avstraliji, Belgiji, na Danskem, v Kanadi, na Finskem, v Italiji, Nemčiji, na Nizozemskem, v Švici, na Švedskem, v Združenem kraljestvu in na Norveškem ter se uvrstil med prvih pet v Avstriji, Franciji, Irskem, na Novi Zelandiji in v Združenih državah Amerike. Justin Timberlake se pojavi tudi v videospotu za pesem, ki so ga režirali Jonas & François. 30. marca 2008 je Justin Timberlake z Madonno nastopil na turneji Hard Candy v Roseland Ballroom v New Yorkju. 6. novembra 2008 je Justin Timberlake z Madonno zapel še v Los Angelesu na Madonnini turneji Sticky & Sweet Tour.
Okoli junija 2007 je Justin Timberlake pomagal pri pisanju in produciral pesmi "Nite Runner" in "Falling Down" za album Duran Durana, Red Carpet Massacre, ki je izšel 13. novembra tistega leta. Pesem "Falling Down" je v Veliki Britaniji izšla dan prej.
Tudi leta 2007 se je Justin Timberlake pojavil v tretjem albumu 50 Centa, Curtis. Timberlake je skupaj s Timbalandom pel stranske vokale za četrti singl z albuma, "Ayo Technology". V sodelovanju z Lil Wayneom za njegov album Tha Carter III je pel z Nelly Furtado in Timbalandom.
Po tem, ko je končal s turnejo FutureSex/LoveSounds tour tudi v Australasiji in Srednjem vzhodu novembra 2007, se je Justin Timberlake ponovno posvetil tudi igralski karieri. Projekt, ki je potekal zgodaj leta 2008, je vključeval komedijo Mikea Myersa, The Love Guru (izšla je 20. junija 2008) in dramo Mikea Mereditha The Open Road (izšla je 28. avgusta 2008). V marcu 2008 so potrdili, da bo Justin Timberlake tudi eden izmed producentov za ameriško upodobitev perujske komedije My Problem with Women na NBC-ju.
20. novembra 2008 je TV Guide poročal, da bo naslednja pesem Justina Timberlakea, "Follow My Lead", kjer stranske glasove med drugim poje tudi Timberlakeova prijateljica, bivša zvezdnica YouTubea, Esmee Denters, kmalu dosegljiva za nalaganje na MySpaceu. Ves dobiček od pesmi bo odšel k bolnišnici za otroke, Shriners Hospitals for Children.
Pozno leta 2009 je pesem "Dead and Gone", ki je nastala v sodelovanju med Justinom Timberlakeom in T.I.-jem, ki sta jo posnela leta 2008, izšla kot četrti glasbeni singl na T.I.-jevem glasbenem albumu Paper Trail. V decembru 2008 je Timberlake potrdil, da se bo pojavil in hkrati tudi produciral nekaj R&B/pop pesmi pevke Ciare v njenem prihajajočem albumu Fantasy Ride, ki bo izšel 5. maja 2009. Nastopil je na drugem singlu iz albuma, pesmi "Love Sex Magic", videospot za pesem pa je bil sneman 20. februarja 2009. Singl je postal mednarodna uspešnica in se uvrstil med prvih deset najboljših pesmi v številnih državah, na vrhu pa v Indiji, Turčiji in na Tajskem. Singl je bil na 52. podelitvi nagrad Grammy nominiran za najboljše pop sodelovanje med vokalisti.
Justin Timberlake in njegovo produkcijsko podjetje The Y's je z Mikeom Elizondom so-napisalo in produciralo pesem "Don't Let Me Down" za drugi glasbeni album Leone Lewis, "Echo," ki je v Združenih državah Amerike 17. novembra 2009.
Justin Timberlake je so-napisal in zapel stranske vokale za pesem "Carry Out," tretji singl iz Timbalandovega albuma "Shock Value II," ki je izšel 1. december 2009.

### Ostalo
Ob koncu leta 2002 je bil Justin Timberlake prva slavna osebnost, ki se je pojavila na Punk'd, seriji, ki jo je ustvaril Ashton Kutcher, da bi ukanil znane osebnosti. Timberlake, ki je jokal med epizodo, je kasneje priznal, da je bil med snemanjem potegavščine pod vplivom marihuane. Tri epizode kasneje je posnel še eno epizodo skupaj s Kelly Osbourne, s čimer je postal prva slavna osebnost, ki se je v seriji pojavila dvakrat. Justin Timberlake je kasneje preslepil Ashtona Kutcherja in Punk'd v letu 2003 v epizodi NBC-jeve televizijske serije Saturday Night Live.
Justin Timberlake je gostil mnogo glasbenih dogodkov, med drugim tudi European MTV Music Awards leta 2006. 16. decembra 2006 je Justin Timberlake gostil serijo Saturday Night Live in tako že drugič postal gostitelj in hkrati glasbeni gost v seriji. Med tem pojavom sta on in Andy Samberg nastopila z R&B pesmijo, naslovljeno kot "Dick in a Box," ki je bil eden izmed največkrat gledan video na YouTubeu. 9. maja 2009 se je poleg Samberga, Susan Sarandon in Patricie Clarkson pojavil še na SNL Digital Short, kjer so nastopili s pesmijo, naslovljeno kot "Motherlover", verzijo pesmi "Dick in a Box".
Justin Timberlake se je kot gost pojavil tudi v oddaji Jimmyja Fallona, Late Night with Jimmy Fallon, 2. marca 2009.
Leta 2004 je ABC najel Justina Timberlakea, da je napisal pesem za NBA.
Justin Timberlake tudi producent za MTV-jev resničnostni šov The Phone, ki je premiero dobila 21. aprila 2009. Sodeč po reviji People Magazine, serija "tekmovalce suva naravnost v srce in tako ustvari avanturo, ki je vredna poletja. V šest ur dolgih epizodah skrivnostni neznanec povabi štiri neznance na nevarno igro. Če sprejmejo, se razdelijo v dve moštvi in upajo, da bodo opravili fizične in psihične izzive, ki spominjajo na film Kdo je Bourne? Matta Damona ali film Na muhi Shie LaBeoufa."
Justin Timberlake bo s svojo vlogo kralja Artieja nadaljeval tudi v filmu Shrek 4.

## Ostala dela

### Poslovanje
Justin Timberlake je eden izmed so-lastnikov ali pokrovitelj treh restavracij v ZDA: "Chi" se je odprla v Zahodbem Hollywoodu, Kalifornija leta 2003, restavraciji "Destino" in"Southern Hospitalty" pa sta se odprli v New Yorku v letu 2006 oziroma v letu 2007. Ima tudi svojo znamko tekile, imenovano 901; ime prihaja iz dela kode območja njegovega rojstnega mesta, Memphisa, Tennessee.
V letu 2005 je Justin Timberlake oblikoval kolekcijo oblačil za William Rast skupaj s svojim prijateljem iz otroštva, Juanom ("Traceom") Ayalo. Linija, ki je izšla leta 2007, je vsebovala jopiče, puloverje iz kašmirja, kavbojke in polo srajce. Nekaj poročil je poročalo, da je linijo navdihnil Elvis Presley: "Elvis je popolna mešanica Justina in mene," je povedal Alaya. "Lahko greš nazaj in vidiš slike njega v kavbojskih škornjih in kavbojskem klobuku z ljubko srajco z gumbi, nato pa ga vidiš v smokingu in srajco z okraski na hlačah. Radi si mislimo: 'Če bi bil danes še živ, kaj bi nosil?'"
Justin Timberlake producira mnoge reklame, vključno z IMG Sports & Entertainment od aprila 2008. Glavni projekti vključujejo reklamiranje za Sonyjevo elektroniko, Givenchyjeve moške dišave "Play", Audijev "A1" in reklamiranje za podjetje Callaway Golf Company.
Kot amaterski igralec golfa je Justin Timberlake leta 2007 kupil igrišče za golfa v svojem domu v Millingtonu, Tennessee, za katerega je zapravil 16 milijonov dolarjev. Igrišče se je odprlo 25. julija 2009, vendar se je zaprlo že 15. januarja 2010, da bi igrišče izboljšali v naslednjih šestih mesecih.

### Dobrodelna dela
Justin Timberlake je bil dejaven pri številnih dobrodelnih delih, najprej s pomočjo celotne skupine 'N Sync pri projektu "Challenge for the Children" za vrsto dobrodelnih ustanov, od leta 2001 pa preko svoje organizacije "Justin Timberlake Foundation," ki je prvotno financirala samo programe glasbenega izobraževanja v šolah, danes pa se je razširila v veliko širši program. Oktobra 2005 je bil Timberlake z Grammyjem nagrajen za svoje dobrodelno delo skupaj z režiserjem/scenaristom Craigom Brewerom, ki tudi prihaja iz Memphisa.
V novembru leta 2007 je Justin Timberlake doniral 100,000 dolarjev iz svoje Avstralske turneje Wildlife Warriors Steveu Irwinu. 23. marca 2008 je doniral še 100,000 dolarjev in sicer Memphisovemu muzeju Rock 'n' Soula oziroma organizaciji Memphis Music Foundation.
12. novembra 2007 je PGA Tour potrdila, da bo Justin Timberlake, ki je navdušen golfist, gostil njihovo turnejo v Las Vegasu, ki se začne v letu 2008. S Timberlakeovo privolitvijo so ime turneje spremenili v Justin Timberlake Shriners Hospitals for Children Open. Gostil je tudi dobrodelni koncert turneje. Dejavnost je bila uspešna in je bila ponovljena v letu 2009. Ocene vrednosti zbranih sredstev, zbranih v sodelovanju s Timberlakeovo organizacijo Shriners Hospitals for Children je med letom 2009 zaslužila 9 milijonov dolarjev v Združenih državah Amerike.

## Zasebno življenje
Zgodaj leta 1999 je Justin Timberlake objavil, da je v resnem razmerju s pop pevko Britney Spears, s katero se je spoznal pri delu za Disneyjevo televizijsko serijo New Mickey Mouse Club. Razmerje se je končalo marca leta 2002, domnevno zaradi razmerja med Spearsovo in koreografom po imenu Wade Robson, prijateljem Timberlakea in Spearsove. Lynn Harless je kot mama povedala, da je bila tudi sama potrta zaradi razhoda, vendar še danes govori o Britney Spears dobro: "Britney je odrasla na tleh moje dnevne sobe. Ona dva (Britney in Justin) sta bila skupaj kakšnih deset ali enajst let, med njima pa je bila od prvega dne opazna kemija. Je zelo ljubko dekle. Naravnost sovražim to, skozi kar gre danes." Razhod naj bi navdihnil pesem Justina Timberlakea, "Cry Me A River", eno izmed najbolj popularnih pesmi iz albuma Justified.
Po Britney Spears je Justin Timberlake zavračal govorjenje o svojem zasebnem življenju z mediji, zaradi česar so bile njegove zveze v rumenem tisku tema ugibanj. Pred letom 2001 naj bi bil povezan s pevko/igralko Stacy Ferguson. V sredi leta 2002 naj bi imel romantično zvezo s plesalko Jenno Dewan, med septembrom in oktobrom leta 2002 pa naj bi bil v zvezi z igralko in pevko Alysso Milano. Justin Timberlake je kmalu za tem, ko sta se v aprilu 2003 spoznala na podelitvi nagrad Nickelodeon Kids' Choice Awards začel hoditi z igralko Cameron Diaz. V rumenem tisku so se začele pojavljati govorice o razhodu, ki pa sta jih Diazova in Timberlake včasih prezrla, včasih pa zanikala. 16. decembra 2006 je v epizodi serije Saturday Night Live Cameron Diaz Justina Timberlakea najavila kot glasbenega gosta, par pa je dokončno objavil razhod. Za tem so tabloidi začeli poročati o domnevnem razmerju med Justinom Timberlakeom in Scarlett Johansson, s katero je posnel videospot za pesem "What Goes Around.../...Comes Around Interlude", Cameron Diaz in Justin Timberlake pa sta skupaj objavila 11. januarja 2007:
"Ni v najini navadi, da komentirava status najinega razmerja, vendar sva zaradi spoštovanja do časa, ki sva ga preživela skupaj prisiljena, da to storiva danes, saj je veliko vaših zgodb nepravilnih. Kljub temu, da se je najino romantično razmerje končalo, ostajava prijatelja in še naprej ljubiva in spoštujeva drug drugega."
Kasneje, v januarju leta 2007, je bilo objavljeno da igralka Jessica Biel hodi z Justinom Timberlakeom, saj so se v javnosti pojavile slike para, kako surfa v Park Cityju, Utah med filmskim festivalom Sundance Film Festival. 12. maja 2007 je bilo objavljenih tudi več slik z njunih zmenkov.
Avgusta 2008 je revija Heat objavila intervju z Justinom Timberlakeom, kjer so ga vprašali tudi o njegovi popolni ženski, na kar je odgovoril: "Okrog 1.70 metra visoka, lepa zadnjica, Srednjezahodna Američanka z neke vrste nemškim priimkom, zelene oči, velike ustnice, lepa koža ... ah ... mišičasto telo ... " Kakorkoli že, med pojavom v oddaji The Tonight Show with Jay Leno 11. junija 2008, ko ga je Jay Leno spraševal karkoli, povezano z govoricami o nosečnosti in zaroki, je Timberlake v šali odgovoril, da je "zaročen zaradi sodelovanja v pogovoru z Lenom" in da "na splošno lahko vsak zanosi." Par se je razšel v aprilu leta 2010.
Justin Timberlake je dobil naslove "privlačnega moškega" od revij Teen People in Cosmopolitan. 17. februarja 2009 je bil imenovan za "najbolj elegantnega moškega v Ameriki", naslov pa mu je dodelila revija GQ.

## Diskografija

### Albumi
- 2002: Justified
- 2006: FutureSex/LoveSounds
- 2012: The 20/20 Experience
- 2013: The 20/20 Experience – 2 of 2
- 2018: Man of the Woods
- 2024: Everything I Thought It Was

### DVD-ji
- 2003: Justified: The Videos
- 2003: Live from London
- 2007: Futuresex/Loveshow - Live from Madison Square Garden

### Koncertne turneje
- 2003: Justified/Stripped Tour
- 2003/2004: Justified and Lovin' It Live
- 2007: FutureSex/LoveShow

## Filmografija
| Filmi      | Filmi                 | Filmi                    | Filmi                     |
| Leto       | Naslov                | Vloga                    | Opombe                    |
| ---------- | --------------------- | ------------------------ | ------------------------- |
| 2000       | Longshot              | Valet                    |                           |
| 2000       | Vzorno vedenje        | Jason Sharpe             | Televizijski film         |
| 2001       | Vse za ljubezen       | Kozmetičar               | Nedokončan cameo posnetek |
| 2005       | Edison                | Josh Pollack             |                           |
| 2006       | Alfa Dog              | Frankie Ballenbacher     |                           |
| 2006       | Kako je propadel svet | Pvt Pilot Abilene        |                           |
| 2006       | Očiščenje             | Ronnie                   |                           |
| 2007       | Shrek 3               | Artie Pendragon          | Glasovna vloga            |
| 2008       | The Love Guru         | Jacques "Le Coq" Grande  |                           |
| 2009       | The Open Road         | Carlton Garrett          |                           |
| 2010       | Shrek 4               | Artie Pendragon          | Glasovna vloga            |
| 2010       | The Social Network    | Sean Parker              |                           |
| 2011       | In Time               | Will Salas               |                           |
| Televizija |                       |                          |                           |
| Leto       | Naslov                | Vloga                    | Opombe                    |
| 1993–1995  | The Mickey Mouse Club | On                       |                           |
| 1999       | Dotik angela          | Mož, ki nastopa na ulici | "Voice of an Angel"       |
| 2005–2009  | Saturday Night Live   | On                       | 3 epizode                 |